# Unbiseptium
L'unbiseptium (symbole Ubs) est la dénomination systématique attribuée par l'UICPA à l'élément chimique hypothétique de numéro atomique 127.
Cet élément de la 8e période du tableau périodique appartiendrait à la famille des superactinides, et ferait partie des éléments du bloc g. Sa configuration électronique serait, par application de la règle de Klechkowski, [Og] 8s2 5g7, mais a été calculée, en prenant en compte les corrections induites par la chromodynamique quantique et la distribution relativiste de Breit-Wigner (en), comme étant [Og] 8s2 8p2 6f3 5g2, ou [Og] 8s2 8p2 6f2 5g3 par la méthode Dirac-Fock-Slater.

## Tentative de synthèse
Une tentative de synthèse de l'élément 127 a eu lieu en 1978 sur l'accélérateur de particules UNILAC à Darmstadt en bombardant une cible de tantale naturel avec des ions de xénon 136 :
136
54Xe + naturel
73Ta → 316, 317
127Ubs* → échec.

## Stabilité des nucléides de cette taille
Aucun superactinide n'a jamais été observé, et on ignore si l'existence d'un atome aussi lourd est physiquement possible.
Le modèle en couches du noyau atomique prévoit l'existence de nombres magiques par type de nucléons en raison de la stratification des neutrons et des protons en niveaux d'énergie quantiques dans le noyau postulée par ce modèle, à l'instar de ce qui se passe pour les électrons au niveau de l'atome ; l'un de ces nombres magiques est 126, observé pour les neutrons mais pas encore pour les protons, tandis que le nombre magique suivant, 184, n'a jamais été observé : on s'attend à ce que les nucléides ayant environ 126 protons (unbihexium) et 184 neutrons soient sensiblement plus stables que les nucléides voisins, avec peut-être des périodes radioactives supérieures à la seconde, ce qui constituerait un « îlot de stabilité ».
La difficulté est que, pour les atomes superlourds, la détermination des nombres magiques semble plus délicate que pour les atomes légers, de sorte que, selon les modèles, le nombre magique suivant serait à rechercher pour Z compris entre 114 et 126.